# Karl Ratzenböck
Karl Ratzenböck (* 14. Juni 1878 in Halbturn; † 11. September 1946 in Rust) war ein österreichischer Landwirt und  Politiker. Er war Abgeordneter zum Burgenländischen Landtag.

## Leben
Ratzenböck wurde als Sohn des Landwirts Karl Ratzenböck aus Halbturn geboren und besuchte nach der Volksschule landwirtschaftliche Schulen. Ratzenböck wurde Gutsbesitzer und betrieb eine Landwirtschaft in Paulhofen bei Frauenkirchen.  Von 1904 bis 1919 pachtete er den Edmundshof bei Mönchhof, ein Besitz des Stiftes Heiligenkreuz.
Ratzenböck war verheiratet.

## Politik
Ab 1936 war er zudem Bezirksbauernrat und rückte am 30. März 1936 für den ausgeschiedenen Max Coreth in den Ständischen Landtag des Burgenlands nach. Er vertrat den Stand „Land- und Forstwirtschaft“ bis zur Auflösung des Landtages am 12. März 1938.

## Auszeichnungen
- 1936 wurde Ratzenböck zum Ökonomierat ernannt.